# Rogy
Rogy es una comuna francesa situada en el departamento de Somme, en la región de Alta Francia.

## Demografía
| 77 | 79 | 74 | 76 | 82 | 94 | 127 |
| Para los censos de 1962 a 1999 la población legal corresponde a la población sin duplicidades (Fuente: INSEE [Consultar]) |    |    |    |    |    |     |